# Charley Patton

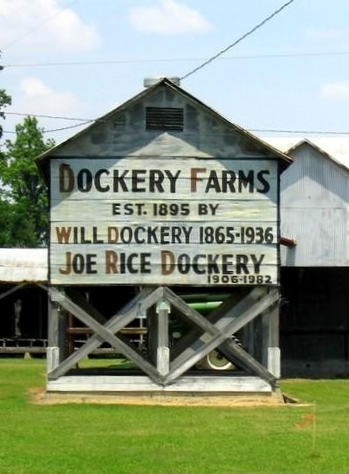
Dockery Plantation, vélekedés szerint a delta blues születési helye

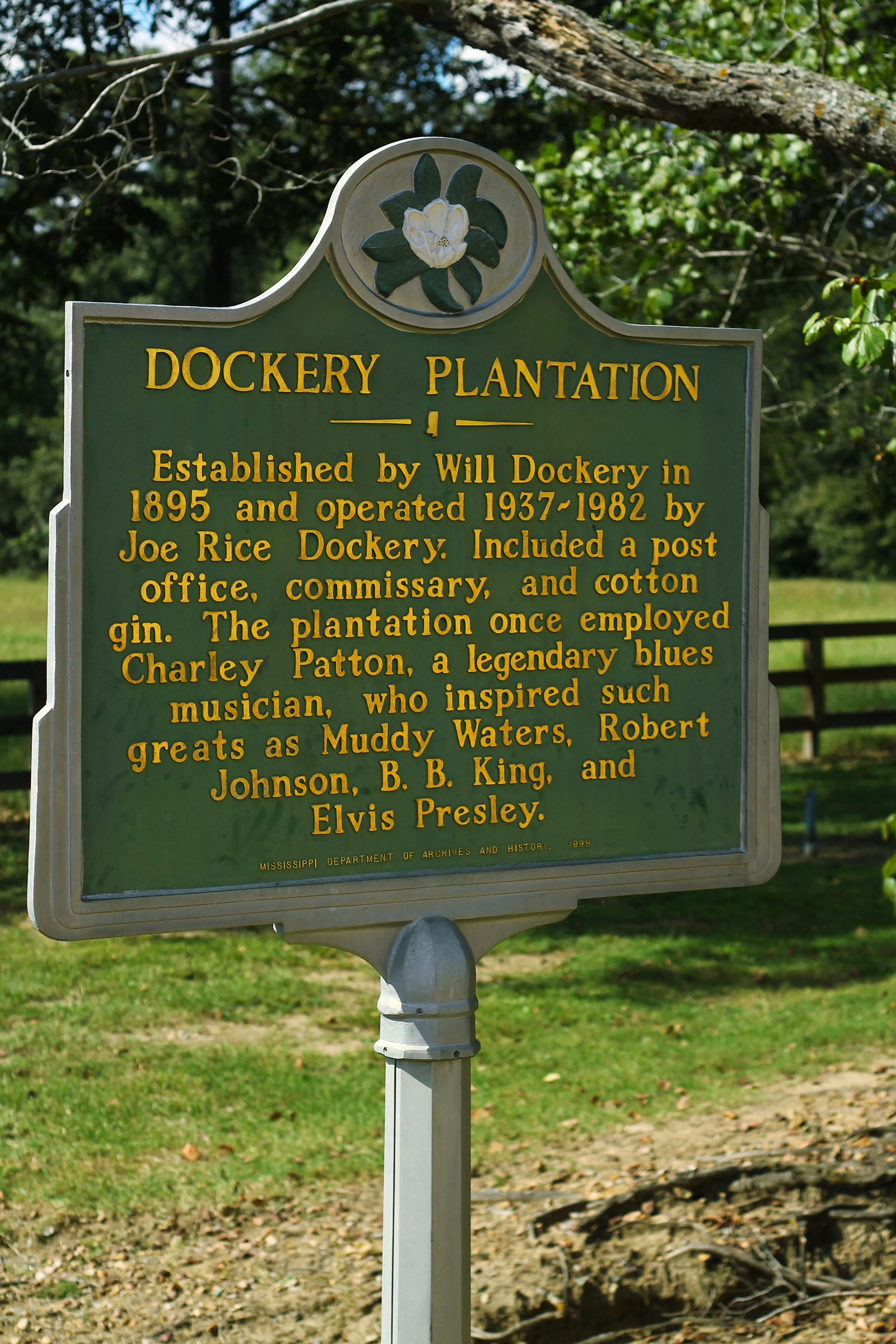
Dockery Plantation Historical Sign

Charley Patton (Bolton vagy Edwards, 1891. április – Indianola, 1934. április 28.) delta blues gitáros. Mérvadó vélemények szerint a delta blues atyjának tekintendő. Robert Palmer zenetudós a huszadik század egyik legfontosabb amerikai zenészének tartja.

## Pályafutása
Élete nagy részét a Mississippi deltában töltötte. A legtöbb forrás szerint 1891 áprilisában született, de az 1881, 1885 és 1887 évek is felmerültek. Pattonak még származása, a bőrszíne is bizonytalan. A helyiek azt mondták, hogy szülei nem is a hivatalosan nyilvántartott szülei voltak. Apja Henderson Chatmon volt rabszolga lehetett, akinek több gyermeke népszerű delta zenész lett. John Fahey életrajzíró Pattont világos bőrű és kaukázusi vonásokkal jellemezte. Az ötletek között felmerült az is, hogy mexikói vagy cherokee volt.
1897-ben a „Dockery Plantation” nevű gyapotfarmra költöztek. Patton zenei stílusa ott alakult ki Henry Sloan hatására: egy új, szokatlan zenei stílus, amelyet ma a blues korai formájának tekintenek.
Patton fellépett a a közeli ültetvényeken. Gyakran Willie Brown társaságában lépett fel. Tommy Johnson, Fiddlin 'Joe Martin, Robert Johnson és Chester Burnett (aki Howlin' Wolf néven lett híres) szintén felléptek a környéken.
Robert Palmer Pattont „mindent tudó bluesembernek nevezte, aki mély bluesokat, fehér hillbilly dalokat, tizenkilencedik századi balladákat és a fekete-fehér country tánczene egyéb változatait játszotta azonos szinten”. Népszerű lett az Egyesült Államok déli részén és évente fellépett Chicagóban, majd 1934-ben New Yorkban is.
1933-ban feleségével és Bertha Lee énekesnővel Holly Miss Ridge-ben telepedett le. Bertha Lee-vel fenntartott viszonya viharos volt. 1934 elején börtönbe kerültek. WR Calaway (Vocalion Records) kihozta a párost a börtönből, és New Yorkba vitte őket Patton utolsó hangfelvételeit elkészíteni.
A Heathman-Dedham ültetvényen halt meg 1934. április 28-án. Holly Ridge-ben temették el. Haláláról az újságok nem számoltak be. Patton sírköve árát végül John Fogerty zenész fizette ki 1990-ben.

## Lemezeiből
- Pony Blues/Banty Rooster Blues (1929)
- Prayer Of Death Pt.1/Prayer Of Death Pt. 2 (1929)
- Screamin' And Hollerin' The Blues/Mississippi Bo Weavil Blues (1929)
- Down The Dirt Road Blues/It Won't Be Long (1929)
- A Spoonful Blues/Shake It And Break It But Don't Let It Fall Mama (1929)
- Pea Vine Blues/Tom Rushen Blues (1929)
- Lord I'm Discouraged/I'm Going Home (1929)
- High Water Everywhere Pt. 1/High Water Everywhere Pt. 2 (1930)
- Rattlesnake Blues/Running Wild Blues (1930)
- Magnolia Blues/Mean Black Cat Blues (1930)
- Mean Black Moan/Heart Like Railroad Steel (1930)
- Green River Blues/Elder Greene Blues (1930)
- Jesus Is A Dying-Bed Maker/I Shall Not Be Moved (1930)
- Hammer Blues/When Your Way Gets Dark (1930)
- Moon Going Down/Going To Move To Alabama (1930)
- Some Happy Day/You're Gonna Need Somebody When You Die (1930)
- Circle Round The Moon/Devil Sent The Rain Blues (1930)
- Dry Well Blues/Bird Nest Bound" (1931)
- Some Summer Day Pt. 1/Jim Lee Blues Pt. 1 (1931)
- Frankie And Albert/Some These Days I'll Be Gone (1932)
- Joe Kirby/Jim Lee Blues Pt. 2 (1932)

Vocal duet with Bertha Lee
- 1934: Yellow Bee
- 1934: Mind Reader Blues

## Díjak
- 1998: Grammy Hall of Fame

## Érdekesség
A „High Water – For Charley Patton)” Bob Dylan által írt és előadott dal Dylan 31. stúdióalbumon lelhető fel.